# Mimosa tenuiflora

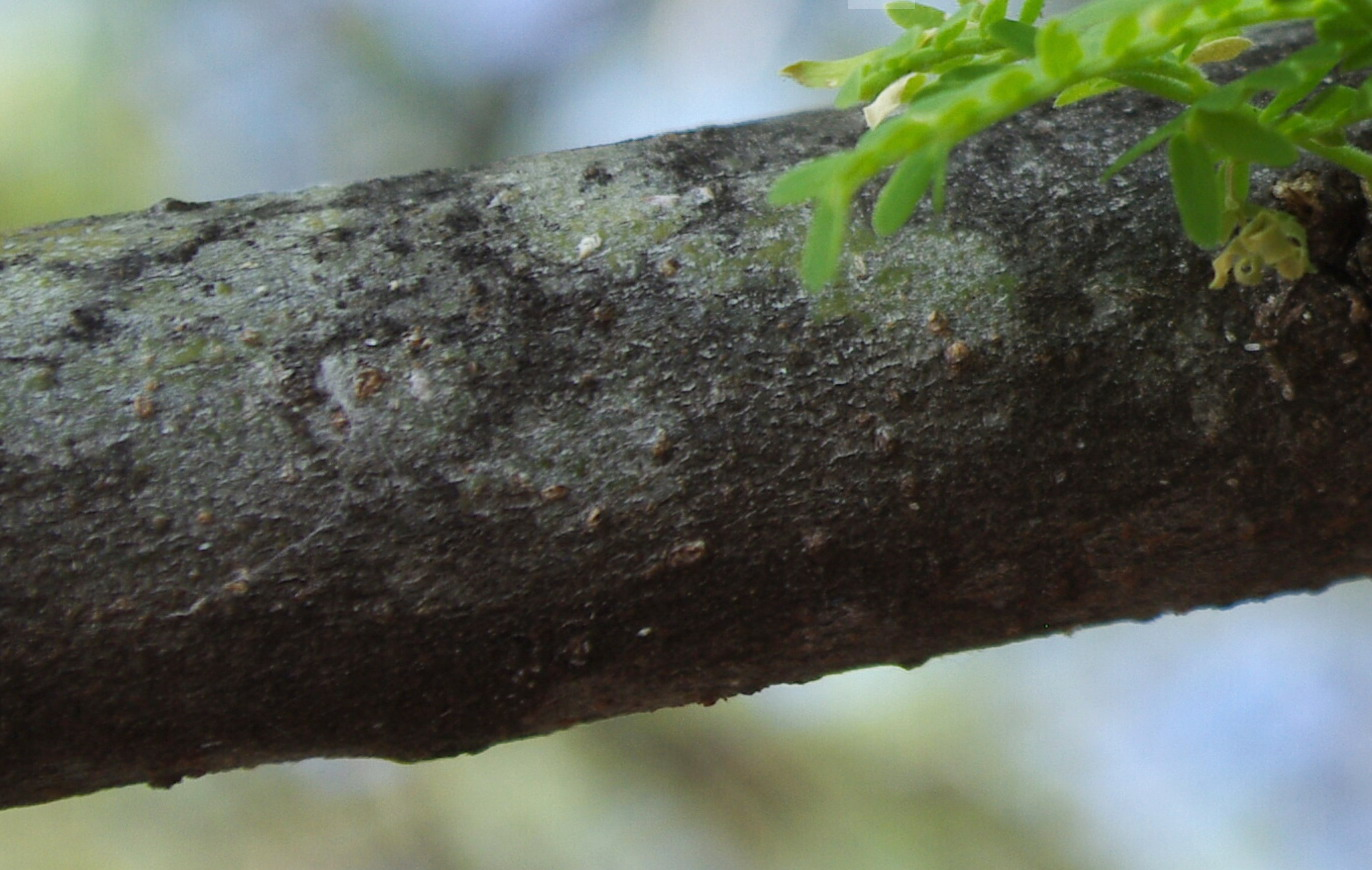
Kůra citlivky

Mimosa tenuiflora, syn. Mimosa hostilis, je trnitý keř vyskytující se hojně v severovýchodní oblasti Brazílie (Paraíba, Pernambuco, Rio Grande do Norte, Ceará, Bahia), Kolumbii, Venezuele, Střední Americe a v jižním Mexiku v oblastech Chiapas a Oaxaca. Nejčastěji se vyskytuje v nížinách, roste ale i v nadmořské výšce 1000 metrů. Domorodý (a také novodobý komerční) název je Tepezcohuite.

## Popis
Vyrůstá do výšky až 8 metrů a to v průměru za 4–5 let. Kůra je hnědé až šedé barvy, podélně rozpraskaná, uvnitř červenohnědá. Zpeřené listy, připomínající kapradí, dosahují délky až 5 cm a dělí se na 15–33 částí. Květy jsou bílé, 4–5 cm dlouhé. Plodem je lusk, který obsahuje 4–5 semen hnědé barvy o průměru 3–4 mm. Na severní polokouli rostlina kvete od listopadu do července, na jižní polokouli od září do ledna.
Ekologicky jde o vitální pionýrskou dřevinu, šířící se na disturbovaných místech, například po lesních požárech; díky schopnosti fixovat dusík zlepšuje chudé půdní podmínky i pro ostatní rostliny.

## Pěstování
V přírodě se semena této mimózy šíří větrem v okruhu 5 až 8 metrů od mateřské rostliny. Lusky se suší na slunci a po rozpuku se doporučuje vysadit semena v písčité půdě. Klíčí při teplotě 10–30 °C, ideální teplota je 25 °C. I po 4 letech skladování je možné semena vysadit. Doba klíčení je 2–4 týdny.

## Lékařství a léčitelství
Mayové tuto rostlinu používali především k léčbě kožních onemocnění. Její kůru kladli na rány, vředy a popáleniny, čímž předcházeli bolestem a tvorbě jizev. Výtažky z kořene citlivky hrály důležitou roli v rituálech starobylého kultu boha Juremy v Brazílii. Prášek z kůry obsahuje 16 % tříslovin[zdroj?], které působí svíravě, čímž dochází k zastavení krvácení kůže. Tento proces pomáhá chránit tělo před infekcí, zatímco kůže buduje novou ochrannou tkáň. V současné době je Tepezcohuite využíván k výrobě vlasových a kožních produktů, které slouží k omlazení pleti.

## Halucinogenní účinky
Mimosa tenuiflora je zdrojem mnoha alkaloidů, včetně dimethyltryptaminu (DMT). Ten se nachází zejména v kůře jejích kořenů, kde jeho obsah dosahuje 1–1,7 %. DMT má velmi intenzivní psychedelické účinky a je hlavní psychoaktivní součástí entheogenu ayahuasca. Kromě druhu Mimosa tenuiflora se k výrobě ayahuascy jako zdroj DMT využívají i jiné rostliny, například Psychotria viridis nebo Psychotria carthagenensis.
DMT je v České republice nelegální látkou, ale kůra kořenů Mimosy je legálně dostupná. Z toho důvodů bývá mnohdy využívána k extrakci DMT pro rekreační užití.

## Jiné možnosti využití
V Brazílii a Mexiku je keř využíván jako krmivo pro místní dobytek a zvířata. Také je důležitým zdrojem píce pro včely[zdroj?] zejména v období sucha a na začátku období dešťů. Vzhledem k vysokému množství taninu (16 %), který zabraňuje hnilobě, je dřevo velmi často využíváno k výrobě přístřešků, mostů, nábytku, plotů. Je také velmi dobrým palivem ve formě dřevěného uhlí.